# Donji Andrijevci
Donji Andrijevci es un municipio de Croacia en el condado de Brod-Posavina.

## Geografía
Se encuentra a una altitud de 87 m s. n. m. a 216 km de la capital nacional, Zagreb.

## Demografía
En el censo 2011 el total de población del municipio fue de 3 709 habitantes, distribuidos en las siguientes localidades:
- Donji Andrijevci -  2 496
- Novo Topolje -  155
- Sredanci -  322
- Staro Topolje - 736

| Gráfica de población de Donji Andrijevci 1857-2011                  |
|                                                                     |
| Según los censos de población de la oficina estadística de Croacia. |